# Stevenia sergievskajae
Stevenia sergievskajae är en korsblommig växtart som först beskrevs av Ivan M. Krasnoborov, och fick sitt nu gällande namn av Rudolf V. Kamelin och Ivan Alekseevich Gubanov. Stevenia sergievskajae ingår i släktet Stevenia och familjen korsblommiga växter. Inga underarter finns listade i Catalogue of Life.